# Hadrocodium wui
Hadrocodium wui es una de las primeras especies de mamífero; vivió durante el Jurásico Inferior en lo que ahora es China. Hadrocodium no exhibe todas las características típicas de un mamífero, pero sí poseía una  mandíbula separada, una gran cavidad cerebral (para su tamaño de 3,2 cm), y un sistema auditivo complejo.
No está claro si Hadrocodium era un animal de sangre caliente (endotérmico) o de sangre fría (ectotérmico). Era nocturno, con lo que sería más lógico que fuese endotérmico, pero se piensa que su reducido tamaño habría sido una desventaja para un animal así.[cita requerida]